# Equació de Davey-Stewartson
En dinàmica de fluids, l'equació de Davey-Stewartson (DSE) va ser introduïda en un article d'A. Davey i Keith Stewartson per descriure l'evolució d'un paquet d'ones tridimensionals en aigua de profunditat finita.
És un sistema d'equacions diferencials parcials per a un camp complex (amplitud d'ona) {\displaystyle u\,} i un camp real (flux mitjà) {\displaystyle \phi \,}:
{\displaystyle iu_{t}+c_{0}u_{xx}+u_{yy}=c_{1}|u|^{2}u+c_{2}u\phi _{x},\,}
{\displaystyle \phi _{xx}+c_{3}\phi _{yy}=(|u|^{2})_{x}.\,}
La DSE és un exemple d'equació de solitons en dimensions 2+1. La representació-Lax corresponent es dona a Boiti, Martina & Pempinelli (1995).
En dimensions 1+1, la DSE es redueix a l'equació de Schrödinger no lineal.
{\displaystyle iu_{t}+u_{xx}+2k|u|^{2}u=0.\,}
En si, la DSE és la reducció particular del sistema Zakharov-Schulman. D'altra banda, la contrapartida equivalent de la DSE és l'equació d'Ishimori.
La DSE és el resultat d'una anàlisi a escala múltiple d'ones de gravetat superficial no lineals modulades, que es propaguen sobre un fons marí horitzontal.